# Alytidae
Famille
Synonymes
- Alytae Fitzinger, 1843
- Colodactyli Tschudi, 1845
- Discoglossidae Günther, 1858

Les Alytidae sont une famille d'amphibiens. Elle a été créée par Leopold Fitzinger en 1843.

## Répartition

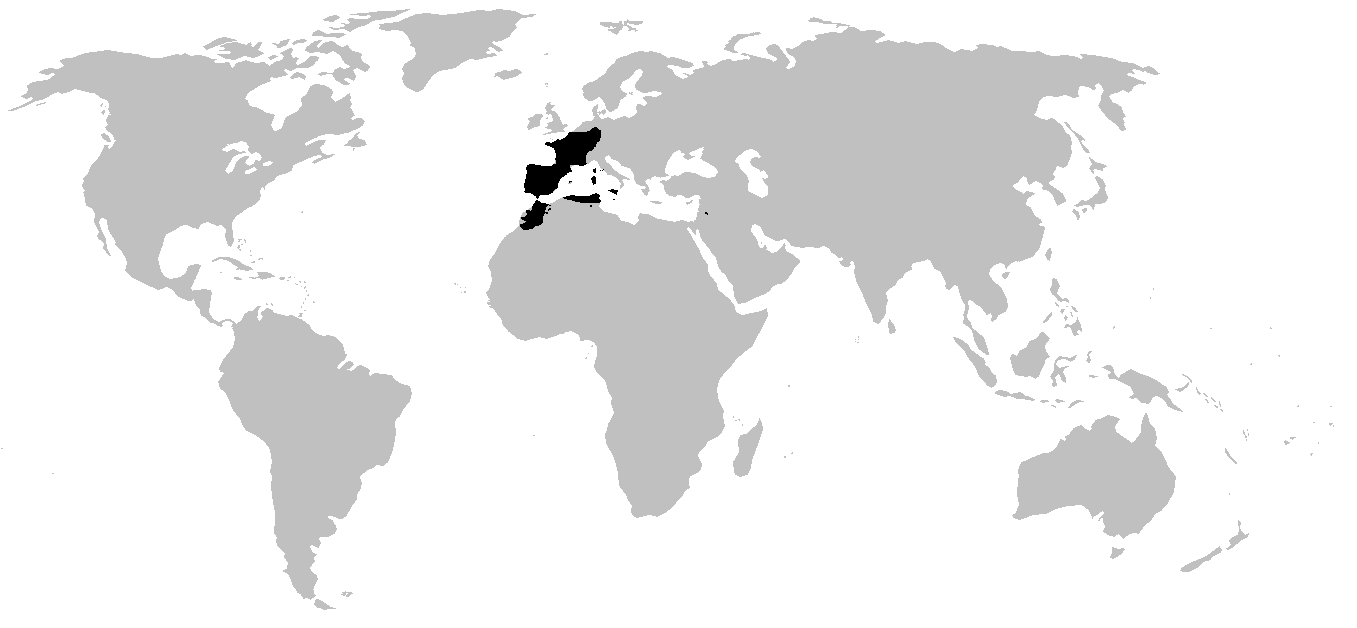
Distribution

Les espèces des trois genres de cette famille se rencontrent en Europe de l'Ouest, en Afrique du Nord, en Israël et sans doute en Syrie.

## Liste des genres
Selon Amphibian Species of the World (19 novembre 2016) :
- Alytes Wagler, 1830
- Discoglossus Otth, 1837
- Latonia Meyer, 1843

## Taxinomie
Deux genres de cette famille sont parfois placés dans deux familles distinctes, les Alytidae et les Discoglossidae ou dans deux sous-familles.

## Publication originale
- Fitzinger, 1843 : Systema Reptilium, fasciculus primus, Amblyglossae. Braumüller et Seidel, Wien, p. 1-106. (texte intégral).